# Pikes Peak International Raceway
Pikes Peak International Raceway är en amerikansk racerbana utanför Colorado Springs, Colorado. Den är 1 mile lång (1,6 km), med en racerbana på 2,1 km inuti ovalen. Kurvorna är bankade till 10 °.

## Historia
Pikes Peak är mest berömt för att ha arrangerat IndyCar Series mellan 1997 och 2005, innan den köptes av International Speedway Corporation, som stängde ned banan i ett politiskt spel, för att flytta en tävling i NASCAR Busch Series till Martinsville Speedway. 2008 öppnades banan åter för mindre tävlingar.